# 爱德华·波因特
第一代從男爵愛德華·約翰·波因特，GCVO，PRA（Sir Edward John Poynter, 1st Baronet，1836年3月20日—1919年7月26日）是一名英國畫家、設計師，曾任皇家藝術研究院院長。

## 生平

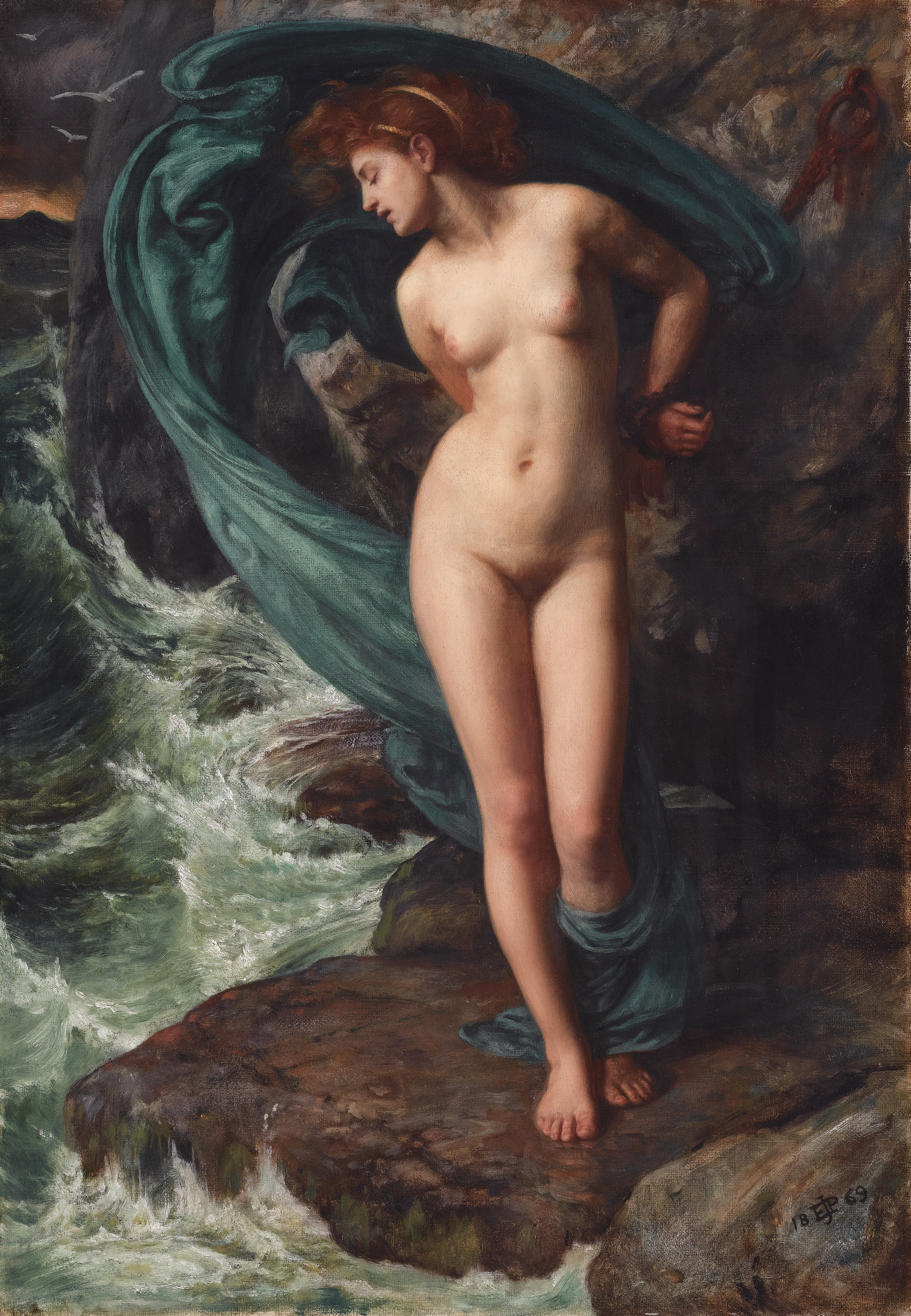
《安朵美達》，1869

他是建築師安布羅斯·波因特的兒子，出生於巴黎，但出生不久後就回到了英國。他曾在布莱顿公学和伊普斯维奇学校讀書，但由於身體健康問題輟學。1853年在羅馬結識弗雷德里克·莱顿，歸國後就讀於希瑟利美术学院（Heatherley School of Fine Art）。
他以1867年繪製的《以色列人在埃及》一舉成名。1871年至1875年間，他是倫敦大學學院的斯莱德教授（Slade Professor of Fine Art），1894年至1904年間為国家美术馆館長。他在1876年正式成為皇家藝術研究院成員，1896年接任院長，同年封下级勋位爵士，1898年獲劍橋大學榮譽學位，1902年7月24日封男爵。

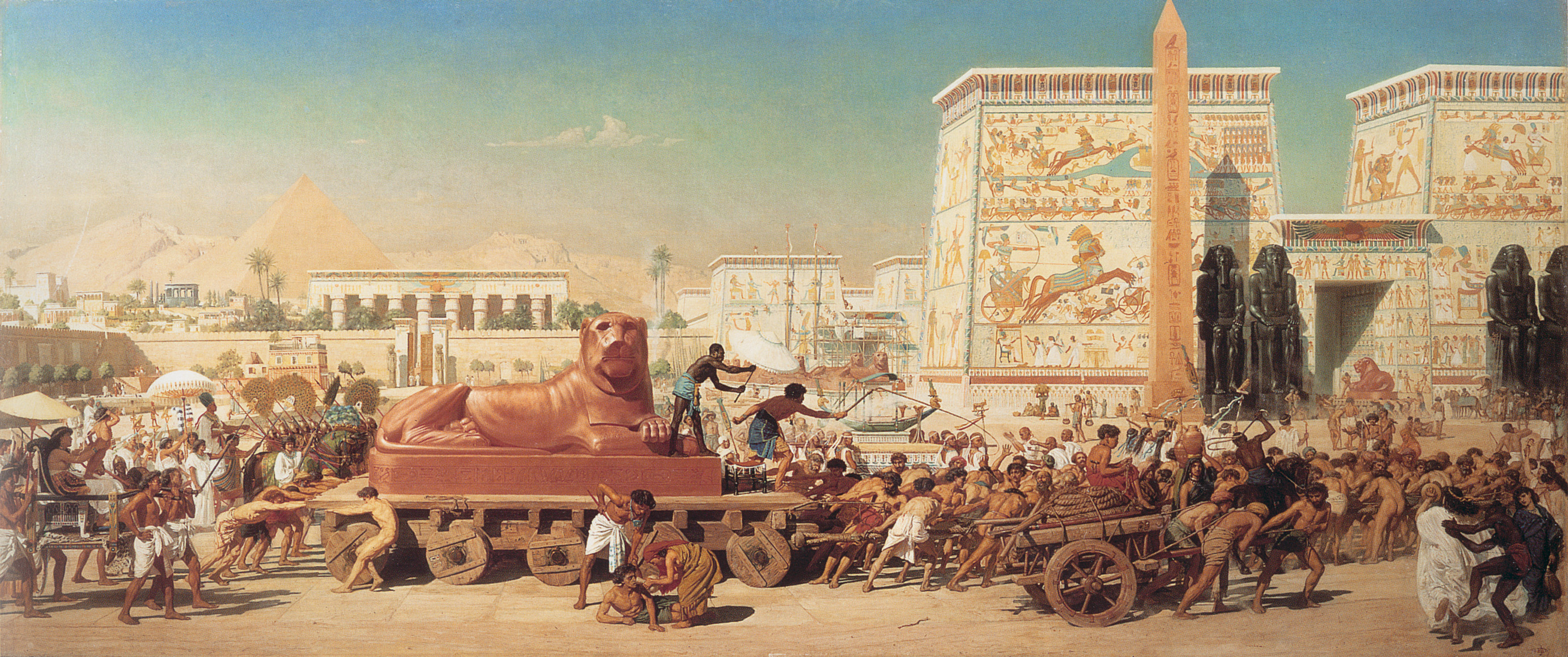
《以色列人在埃及》，1867

## 外部連接
- Edward Poynter online （页面存档备份，存于） (ArtCyclopedia)
- Edward Poynter – biography and paintings （页面存档备份，存于） (Art Renewal Center)
- Pears Soap Company & Sir Edward Poynter – "At Low Tide" （页面存档备份，存于） ("Art of the Print")
- 爱德华·波因特的作品  - 古騰堡計劃
- 互联网档案馆中爱德华·波因特的作品或与之相关的作品